# Kodirajući region
Kodirajući region gena porcija gena DNK ili RNK koja se sastoji od eksona. Ovaj region je ograničen blizu 5' kraja start kodonom i blizu 3' kraja sa stop kodonom. iRNK kodirajući region je ograničen sa 5' netransliranim regionom i 3' netransliranim regionom, koji su takođe delovi eksona.
Kodirajući region jednog organizma je totalna suma genoma tog organizma, koja se sastoji od genskih kodirajućih regiona.